# Alamella flava
Alamella flava is een vliesvleugelig insect uit de familie Encyrtidae. De wetenschappelijke naam is voor het eerst geldig gepubliceerd in 1966 door Agarwal.